# Discographie de Maroon 5
La discographie de Maroon 5, un groupe Américain de pop rock, comprend cinq albums studio, trois albums live, dix-neuf singles, vingt-trois clips vidéos et une compilation. Le groupe s'est initialement formé entre quatre lycéens, en tant que Kara's Flowers, en 1994. Il se composait d'Adam Levine, Jesse Carmichael, Mickey Madden et Ryan Dusick, qui ont signé chez Reprise Records et ont réalisé un album The Fourth World en 1997. Après de faibles ventes de l'album, le groupe se sépara de sa maison de disque, et commença à fréquenter l'université. En 2000, le groupe se reforme, intègre James Valentine, et prend un nouveau départ sous le nom de "Maroon 5.
Maroon 5 signe avec le label Octone Records et enregistre son premier album en 2002. L'album, Songs About Jane sort aux États-Unis en juin 2002. Le premier single de l'album Harder to Breathe est un succès, ce qui aide l'album à devenir 6e du Billboard 200. Les 2e et 3e single de l'album, This Love et She Will Be Loved sont des succès mondiaux en 2004. Cinq singles sont issus de cet album.
L'année d'après (2005), le groupe part en tournée mondiale de l'album Songs About Jane et sort deux albums live de cette tournée : 1.22.03.Acoustic en 2004 et Live: Friday the 13th en 2005.
En 2006, le batteur Ryan Dusick quitte le groupe et va être remplacé par Matt Flynn. Le groupe enregistre ensuite son second album It Won't Be Soon Before Long , début 2007. L'album sort en mai et est numéro 1 du Billboard 200. Cinq singles sont extraits de cet album. Le premier, Makes Me Wonder, est le premier titre numéro un des charts américains, le Billboard Hot 100.
Hands All Over, le troisième album studio du groupe, est commercialisé en septembre 2010, atteignant la 2e place des charts US. Le single Misery monte à la 15e place du Billboard Hot 100 alors que le 4e single, Moves like Jagger est le 2e single numéro un du groupe aux États-Unis.
Le 4e album studio du groupe Overexposed sort en juin 2012 et est classé 2e des charts US. Les deux premiers singles, Payphone et One More Night arrivent tous deux en 2e position du Billboard Hot 100 et deviennent des succès internationaux.
Le cinquième album du groupe V sort en France le 1er septembre 2014. Le premier single Maps sortira le 16 juin 2014 et devient 6e du Billboard Hot 100. Il est également classé 85e des charts en France.

## Albums

### Albums studio
| Titre                        | Détails                                                                                 | Classement | Classement | Classement | Classement | Classement | Classement | Classement | Classement | Classement | Classement | Certifications |
| Titre                        | Détails                                                                                 | US         | AUS        | CAN        | FRA        | GER        | IRE        | ITA        | NZ         | SWI        | UK         | Certifications |
| ---------------------------- | --------------------------------------------------------------------------------------- | ---------- | ---------- | ---------- | ---------- | ---------- | ---------- | ---------- | ---------- | ---------- | ---------- | --- |
| Songs About Jane             | Sortie: 25 juin 2002 (US) Label: J, Octone Records Supports: CD, Vinyle, téléchargement | 6          | 1          | 3          | 1          | 5          | 1          | 10         | 1          | 12         | 1          | États-Unis 5x Platine · Australie 5x Platine · Royaume-Uni 6x Platine · Allemagne Platine · Italie Or · Suisse Or · Canada 3x Platine · Nouvelle-Zélande 5x Platine · France 2x Or |
| It Won't Be Soon Before Long | Sortie: 22 mai 2007 (US) Label: A&M/Octone Formats: CD, Vinyle, téléchargement          | 1          | 5          | 2          | 13         | 6          | 3          | 4          | 2          | 6          | 1          | États-Unis 2x Platine · Australie Platine · Royaume-Uni: Platine · Italie Or · Irlande Or · Canada Platine · Nouvelle-Zélande Or                                                   |
| Hands All Over               | Sortie: 21 septembre 2010 (US) Label: A&M/Octone Formats: CD, Vinyle, téléchargement    | 2          | 7          | 5          | 16         | 17         | 13         | 10         | 12         | 10         | 6          | États-Unis Platine · Royaume-Uni: Platine · Canada Platine · France 2x Or |
| Overexposed                  | Sortie: 26 juin 2012 (US) Label: A&M/Octone Formats: CD, Vinyle, téléchargement         | 2          | 4          | 3          | 5          | 4          | 3          | 3          | 3          | 7          | 2          | États-Unis Platine · Australie Platine · Royaume-Uni: Platine · Nouvelle-Zélande Or · France 2x Or                                                                                 |
| V                            | Sortie: 2 septembre 2014 (US) Label: Interscope Formats: CD, Vinyle, téléchargement     | 1          | 4          | 1          | 6          | 6          | 7          | 2          | 11         | 2          | 4          | |
| Red Pill Blues               | Sortie: 3 novembre 2017 Label: Interscope Formats: CD, Vinyle, téléchargement           | 2          | 7          | 2          | 24         | 44         | 21         | 15         | 6          | 21         | 12         | |
| JORDI                        | Sortie: 11 juin 2021 Label: Interscope Formats: CD, Vinyle, téléchargement              |            |            |            |            |            |            |            |            |            |            | |
| Love Is Like                 | Sortie: 15 août 2025 Label: Interscope Formats: CD, Vinyle, téléchargement              |            |            |            |            |            |            |            |            |            |            | |

### Albums live
| Titre                                                                     | Détails                                                                     | Classement | Classement | Classement | Classement | Classement | Classement | Certifications                        |
| Titre                                                                     | Détails                                                                     | US         | AUS        | IRE        | ITA        | SWI        | UK         | Certifications                        |
| ------------------------------------------------------------------------- | --------------------------------------------------------------------------- | ---------- | ---------- | ---------- | ---------- | ---------- | ---------- | ------------------------------------- |
| 1.22.03.Acoustic                                                          | Sortie: 22 juin 2004 (US) Label: Octone Formats: CD, téléchargement         | 42         | —          | 64         | 65         | 66         | 58         | États-Unis Or · Royaume-Uni: Argent · |
| Live: Friday the 13th                                                     | Sortie: 20 septembre 2005 (US) Label: J, Octone Formats: CD, téléchargement | 61         | 37         | —          | —          | —          | —          |                                       |
| Live from Le Cabaret                                                      | Sortie: 20 septembre 2008 (US) Label: OctoScope Formats: CD, téléchargement | 117        | —          | —          | —          | —          | —          |                                       |
| "—" indique que l'album n'est pas entré dans les classements de ces pays. |                                                                             |            |            |            |            |            |            |                                       |

### Compilation
| Titre                 | Détails                                                                     | Classement |
| Titre                 | Détails                                                                     | US         |
| --------------------- | --------------------------------------------------------------------------- | ---------- |
| The B-Side Collection | Sortie: 18 décembre 2007 (US) Label: A&M/Octone Formats: CD, téléchargement | 51         |

### Album Remix
| Titre                              | Détails                                                                   | Classement |
| Titre                              | Détails                                                                   | US         |
| ---------------------------------- | ------------------------------------------------------------------------- | ---------- |
| Call and Response: The Remix Album | Sortie: 9 décembre 2008 (US) Label: OctoScope Formats: CD, téléchargement | 73         |

### EPs
| Titre          | Détails                                                                     |
| -------------- | --------------------------------------------------------------------------- |
| Live from SoHo | Sortie: 25 mars 2008 (US) Label: A&M/Octone Formats: CD, téléchargement     |
| iTunes Session | Sortie: 8 février 2011 (US) Label: A&M/Octone Formats: CD, téléchargement   |
| Holiday Gift   | Sortie: 26 décembre 2012 (UK) Label: A&M/Octone Formats: CD, téléchargement |

## Singles

### Classements des albums
| "Harder to Breathe"                                                         | 2002 | 18 | 37 | —  | —  | 79 | 34 | 28 | 33 | —  | 13 | États-Unis Or · Australie Or | Songs About Jane             |
| "This Love"                                                                 | 2004 | 5  | 8  | 2  | 6  | 5  | 6  | 3  | 4  | 4  | 3  | États-Unis Platine · Australie Or · Royaume-Uni: Argent · Canada Platine | Songs About Jane             |
| "She Will Be Loved"                                                         | 2004 | 5  | 1  | 10 | 23 | 25 | 3  | 3  | 18 | 18 | 4  | États-Unis Platine · Australie Platine Royaume-Uni: Argent · Canada Platine | Songs About Jane             |
| "Sunday Morning"                                                            | 2004 | 31 | 27 | —  | —  | 83 | 22 | —  | 21 | 87 | 27 | États-Unis Or · Australie Or | Songs About Jane             |
| "Must Get Out"                                                              | 2005 | —  | —  | —  | —  | —  | 34 | —  | 38 | —  | 39 | | Songs About Jane             |
| "Makes Me Wonder"                                                           | 2007 | 1  | 6  | 1  | 40 | 11 | 10 | 3  | 8  | 14 | 2  | États-Unis Or · Australie Platine · Royaume-Uni: Or · Canada Platine | It Won't Be Soon Before Long |
| "Wake Up Call"                                                              | 2007 | 19 | 19 | 6  | —  | 41 | 35 | 8  | 32 | 12 | 33 | Australie Or · Canada Platine | It Won't Be Soon Before Long |
| "Won't Go Home Without You"                                                 | 2007 | 48 | 7  | 16 | —  | 11 | 28 | 15 | 20 | 65 | 44 | Australie Platine · Canada Or | It Won't Be Soon Before Long |
| "If I Never See Your Face Again" (Feat. Rihanna)                            | 2008 | 51 | 11 | 12 | —  | —  | 16 | 15 | 21 | 52 | 28 | Australie Platine · Canada Or | It Won't Be Soon Before Long |
| "Goodnight Goodnight"                                                       | 2008 | —  | —  | —  | —  | —  | —  | —  | —  | —  | —  | | It Won't Be Soon Before Long |
| "Misery"                                                                    | 2010 | 14 | 39 | 13 | —  | 30 | 10 | 19 | 38 | 32 | 30 | Australie Or · Canada Platine | Hands All Over               |
| "Give a Little More"                                                        | 2010 | 86 | —  | 91 | —  | —  | —  | 30 | —  | —  | —  | | Hands All Over               |
| "Never Gonna Leave This Bed"                                                | 2011 | 55 | —  | —  | 82 | —  | —  | —  | —  | —  | —  | États-Unis Or · | Hands All Over               |
| "Moves like Jagger" (Feat. Christina Aguilera)                              | 2011 | 1  | 2  | 1  | 3  | 2  | 1  | 2  | 1  | 5  | 2  | États-Unis 6x Platine · Australie 11x Platine · Royaume-Uni: 2x Platine · France Or · Espagne Platine · Allemagne 2x Platine · Italie 2x Platine · Danemark Platine · Suisse Platine · Suède 5x Platine · Canada 8x Platine · Nouvelle-Zélande 3x Platine | Hands All Over               |
| "Payphone" (Feat. Wiz Khalifa)                                              | 2012 | 2  | 2  | 1  | 8  | 4  | 2  | 1  | 2  | 4  | 1  | États-Unis 5x Platine · Australie 5x Platine · Royaume-Uni: Platine · Allemagne Platine · Autriche Or · Italie 2x Platine · Danemark Platine · Suisse Platine · Canada 5x Platine · Nouvelle-Zélande 2x Platine                                           | Overexposed                  |
| "One More Night"                                                            | 2012 | 1  | 2  | 2  | 9  | 17 | 16 | 13 | 1  | 11 | 8  | États-Unis 4x Platine · Australie 5x Platine · Royaume-Uni: Or · Italie Platine · Danemark 2x Platine · Suisse Or · Canada 6x Platine · Nouvelle-Zélande 2x Platine                                                                                       | Overexposed                  |
| "Daylight"                                                                  | 2012 | 7  | 19 | 5  | 74 | 75 | 37 | 18 | 11 | 53 | 63 | États-Unis Platine · Australie Platine · Italie Or · Danemark Or · Canada 2x Platine · Nouvelle-Zélande Or | Overexposed                  |
| "Love Somebody"                                                             | 2013 | 10 | —  | 10 | 87 | —  | 56 | —  | 34 | —  | —  | États-Unis Platine · Canada 2x Platine | Overexposed                  |
| "Maps"                                                                      | 2014 | 6  | 30 | 1  | 17 | 10 | 22 | 4  | 16 | 22 | 2  | Australie Or Canada x2 Platine Or | V                            |
| "Animals"                                                                   | 2014 | 3  | 62 | 2  | 25 | 11 | 23 | 13 | 11 | 18 | 27 | Canada Platine Or | V                            |
| "Sugar"                                                                     | 2015 | 2  | 6  | 2  | 15 | 41 | 5  | 6  | 3  | 10 | 7  | Canada x2 Platine Or | V                            |
| "This Summer's Gonna Hurt Like A Motherfucker"                              | 2015 | 23 | 70 | 16 | 69 | —  | —  | —  | —  | —  | —  | | V                            |
| "Feelings"                                                                  | 2015 | —  | —  | —  | —  | —  | —  | —  | —  | —  | —  | | V                            |
| "Don't Wanna Know" (Feat. Kendrick Lamar)                                   | 2016 | 6  | 6  | 18 | 6  | 33 | 6  | 4  | 4  | 14 | 5  | | Red Pill Blues               |
| "Cold" (Feat. Future)                                                       | 2017 | 16 | 27 | 42 | 12 | 43 | 21 | 13 | 29 | 30 | 24 | | Red Pill Blues               |
| "What Lovers Do" (Feat. SZA)                                                | 2017 | 9  | 7  | 11 | 6  | 17 | 7  | 5  | 6  | 9  | 12 | Canada x3 Platine Or | Red Pill Blues               |
| "Wait"                                                                      | 2018 | 24 | 91 | —  | 35 | —  | 82 | —  | —  | —  | 79 | Canada Platine Or | Red Pill Blues               |
| "Girls Like You" (Feat. Cardi B)                                            | 2018 | 4  | 2  | 11 | 1  | 21 | 6  | 17 | 1  | 7  | 10 | Australie Or Canada Platine Or France Platine | Red Pill Blues               |
| Beautiful Mistakes (Feat. Megan Thee Stallion)                              |      |    |    |    |    |    |    |    |    |    |    | |                              |
|                                                                             |      |    |    |    |    |    |    |    |    |    |    | |                              |
|                                                                             |      |    |    |    |    |    |    |    |    |    |    | |                              |
| "—" indique que le single n'est pas entré dans les classements de ces pays. |      |    |    |    |    |    |    |    |    |    |    | |                              |

### Singles promotionnels
| Titre                                    | Année | Album                        |
| ---------------------------------------- | ----- | ---------------------------- |
| "Figure It Out"                          | 2007  | It Won't Be Soon Before Long |
| "Happy Xmas (War Is Over)"               | 2007  | Single                       |
| "The Way You Look Tonight"               | 2009  | His Way, Our Way             |
| "Is Anybody Out There" (Feat. PJ Morton) | 2011  | Single                       |
| "It Was Always You"                      | 2014  | V                            |
| "Help Me Out" (Feat. Julia Michaels)     | 2017  | Red Pill Blues               |
| "Whiskey" (Feat. ASAP Rocky)             | 2017  | Red Pill Blues               |
| "Three Little Birds"                     | 2018  | Single                       |

### Chansons classées dans les charts
| Titre                                        | Année | Classement | Classement | Classement | Classement | Album                                               |
| Titre                                        | Année | US         | US Dance   | CAN        | KOR        | Album                                               |
| -------------------------------------------- | ----- | ---------- | ---------- | ---------- | ---------- | --------------------------------------------------- |
| "Not Falling Apart"                          | 2009  | —          | 3          | —          | —          | Call and Response: The Remix Album                  |
| "Stutter"                                    | 2010  | 84         | —          | —          | —          | Hands All Over                                      |
| "Come Away to the Water" (Feat. Rozzi Crane) | 2012  | 83         | —          | 83         | —          | The Hunger Games: Songs from District 12 and Beyond |
| "Wipe Your Eyes"                             | 2012  | 80         | —          | —          | —          | Overexposed                                         |
| "Lucky Strike"                               | 2012  | 80         | —          | —          | —          | Overexposed                                         |
| "Just a Feeling"                             | 2014  | —          | —          | —          | 65         | Hands All Over                                      |
| "Unkiss Me"                                  | 2014  | —          | —          | 56         | —          | V                                                   |
| "My Heart Is Open" (Feat. Gwen Stefani)      | 2015  | —          | —          | 94         | —          | V                                                   |